# Diggers' Song

Diggers’ Song (ou Levellers and Diggers, ce qui en anglais signifie La Chanson des bêcheurs) est une ballade anglaise du XVIIe siècle contre la loi agraire, inspirée par le mouvement des Bêcheux (diggers en anglais), composée par Gerrard Winstanley. Les paroles ne sont publiées qu’en 1894 par la Camden Society. Elle est chantée sur le même air que Jack Hall, Captain Kidd (en) et Admiral John Benbow, imprimée pour la première fois en 1714.
Sa version modernisée, The World Turned Upside Down (à ne pas confondre avec la ballade du XVIIe siècle du même nom, The World Turned Upside Down), est composée par Leon Rosselson en 1975. Chantée par Billy Bragg en 1985, elle est classée dans les charts ; elle a aussi été interprétée par Roy Bailey, Oysterband, Dick Gaughan, Karan Casey, Chumbawamba (sur l’EP Timebomb - The World Turned Upside Down sur English Rebel Songs n’est pas celle de 1649), Attila the Stockbroker, Maggie Holland, Chris Foster, et The Bradleys.

## Sources
- Roy Palmer, A Ballad History of England

## Liens
- http://www.diggers.org/english_diggers.htm